# Doc
Docul este o construcție portuară complexă destinată încărcării-descărcării mărfurilor precum și reparării navelor (ridicarea navei din apă, în scopul verificării operei vii și executării unor lucrări de reparații și întreținere). De regulă, docurile se află pe lângă șantierele navale, fiind înconjurat de cheiuri, clădiri, platforme, macarale, linii de cale ferată etc. 
Docurile pot fi uscate sau plutitoare.

## Docuri uscate

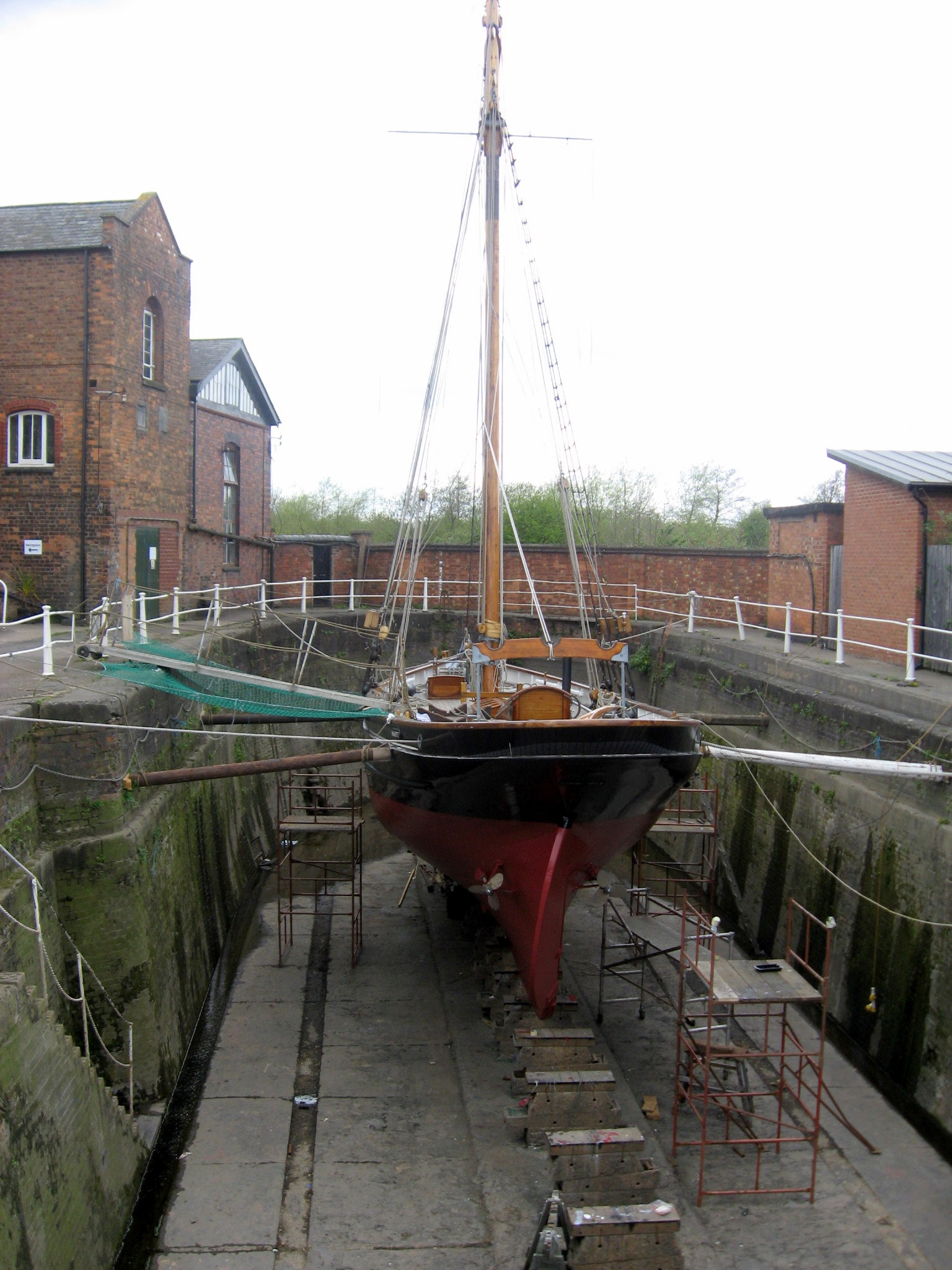
Un mic doc uscat situat în Gloucester, Anglia

Un doc uscat (denumit și bazin de radub) este o construcție hidrotehnică asemănătoare ecluzelor, de regulă, pe lângă șantierele navale, având forma unui bazin cu pereții din beton, piatră sau zidărie construiți în trepte, și cu porți etanșe sau ecluză, destinată andocării navelor pentru lucrări de reparații și întreținere a operei vii. 
După intrarea în bazin, se evacuează apa iar nava se așază pe scaunele de calaj. În acest scop, docurile uscate sunt prevăzute cu instalații de evacuarea apei și cu postamente de piatră pe care se calează nava prin intermediul scaunelor de chilă și de gurnă.
Docurile uscate sunt prevăzute cu o singură poartă de intrare a navelor, iar în timpul exploatării se golesc complet prin pompare. Nava introdusă în camera docului se reazemă pe calajele chilei (chil-blocuri) și pe sprijinirile laterale ale corpului. Există docuri uscate propriu-zise și docuri uscate cu platforme anexe aflate în camera de ecluzare pentru ridicarea și coborârea navei. 
Alimentarea camerei docului se face prin intermediul unor galerii de cap aflate lângă poartă, iar golirea prin pomparea apei dintr-o incintă specială. Timpul de alimentare-golire pentru un doc uscat de dimensiuni curente este de aproximativ 3 ore. Scurgerea apei are loc printr-un radier docului care este prevăzut cu rigole și pante longitudinale și transversale.

Pentru închiderea docurilor uscate se folosesc porți rulante și porți plutitoare.
Docuri uscate de mari dimensiuni se găsesc în majoritatea marilor porturi ale lumii: Singapore, Bahrein, Lisabona, Marsilia, Rotterdam etc. 
Unul din cele mai mari docuri uscate se află în portul Brest din Franța în care pot fi reparate petroliere de pînă la 550 000 tdw. Acesta are 420 m lungime, 80 m lățime și 18 m adâncime.
În România au fost construite docuri uscate la șantierele navale din Galați, Constanța și Mangalia.

## Docuri plutitoare

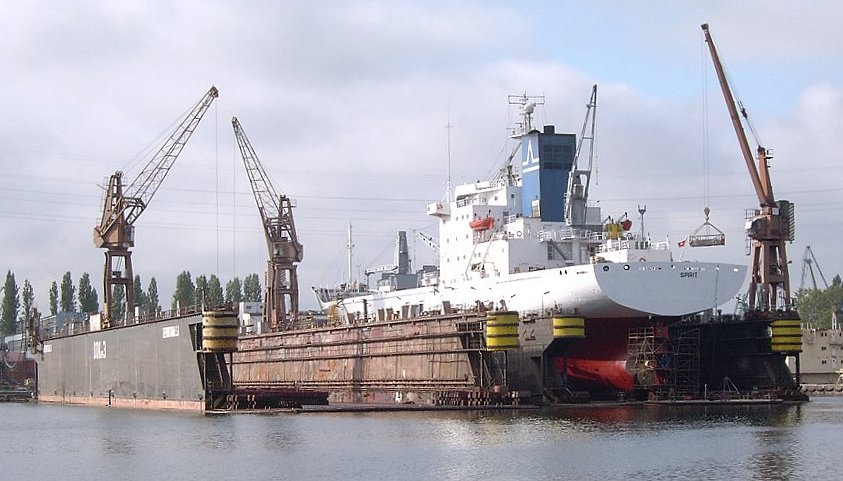
Docuri plutitoare

Un doc plutitor este o construcție plutitoare folosită, pentru ridicarea (andocarea) navelor din apă în vederea întreținerii și reparațiilor la opera vie. Este format dintr-un ponton mare compartimentat sau din mai multe pontoane separate, legate rigid între ele, constituind o punte rezistentă, ce susține nava sau navele andocate. Docul este mărginit într-un bord sau în ambele borduri de compartimente etanșe înalte, numite „bajoaiere”, în care sunt plasate instalațiile de pompare, punctul de comandă, uzina electrică, ateliere, locuințe etc.
Pe puntea bajoaierelor sunt instalate macarale mobile cu portal, cu ajutorul cărora sunt manipulate greutățile mari.
Pe puntea docului se aranjează „calajul”, în funcție de dimensiunea și forma navei.
Pentru andocarea navei se inundă compartimentele pontonului până ce întreaga construcție se afundă cu calajul la pescajul ce asigură intrarea navei; după intrarea și centrarea navei pe scaune se evacuează lent apa din compartimentele etanșe și docul, împreună cu nava, se ridică la suprafață.
Docul plutitor se mai utilizează pentru transportarea navelor de mare tonaj de la (și la) șantierele navale din interiorul țării pe apele interioare spre porturile de dislocație, datorită faptului că linia de plutire (waterlinia) la doc se reduce la 1,5–2 metri, în comparație cu cea a navei transportate de 5–10 metri.